# Clima Venezuelei

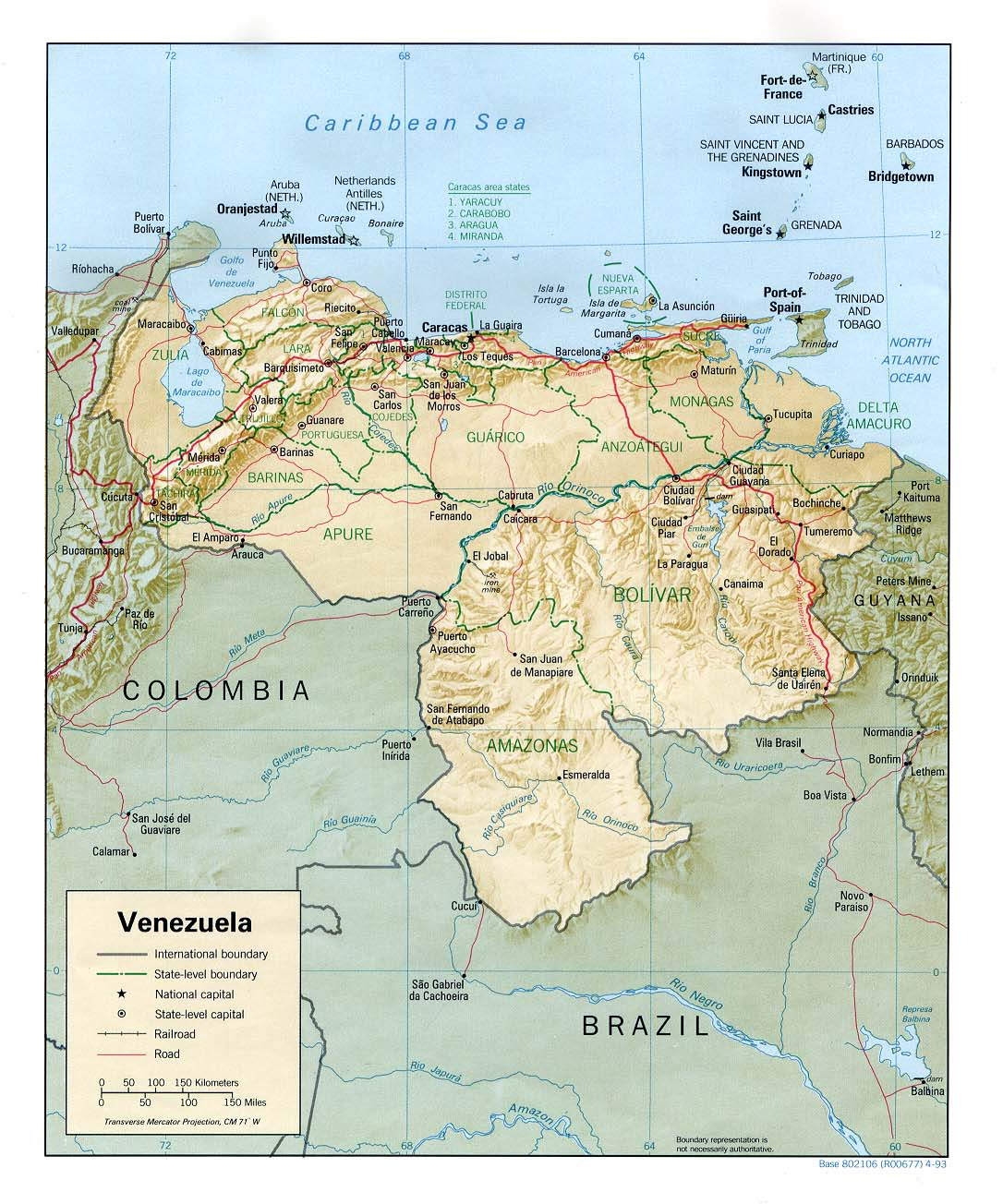
Harta Venezuelei

Clima Venezuelei variază substanțial în funcție de zona țării, de altitudinea acesteia față de nivelul mării și de situarea în interiorul continentului sau la Marea Caraibelor. Astfel, climatul poate varia între tropical umed, așa cum este în câmpiile joase, unde atinge medii anuale de 27–28°C, până la un climat temperat continental rece în zonele platourilor înalte (los páramos) și a ghețarilor alpini unde temperatura medie anuală abia ajunge la 7–8°C .
Precipitațiile medii anuale variază între 430 de milimetri, în zonele semiaride din nord-vest, și 1.000 de milimetri, în Delta Orinoco din estul extrem. Cele mai multe precipitații se înregistrează în perioada mai-noiembrie (perioada sezonului ploios, echivalentul iernii); restul anului este uscat și cald, această perioadă fiind echivalentul verii, deși variația temperaturii de-a lungul anului nu este la fel de pronunțată ca în zonele temperate.

## Clima Caracasului
Climatul Caracasului este intertropical, cu precipitații care variază între 900 și 1300 mm (anual), în oraș, și aproape 2000 mm în zona montană. Temperatura medie anuală este de aproximativ 22,5°C, cu media în anotimpul rece de 22°C (în ianuarie) și media din anotimpul cald de 24°C (în mai), care cauzează o amplitudine termală anuală de 3°C. Amplitudinea termală zilnică este mai bună (mai mare de 10°C), superioară temperaturii de 30°C. În lunile decembrie și ianuarie se formează o ceață abundentă, pe lângă scăderea nocturnă de temperatură, care ajunge până la 13°C sau mai puțin; această scădere de temperatură este cunoscută nativilor din Caracas ca pacheco (vreme). Furtunile de grindină în Caracas apar în rare ocazii. Furtunile electrice sunt mult mai frecvente, în special între iunie și octombrie, în condițiile unei văi închise și acțiunii orografice a Cerro El Avila.
| Climogramele unor localității din Venezuela |           |                |                       |                 |
|                                             |           |                |                       |                 |
| Caracas                                     | Maracaibo | Ciudad Bolívar | Santa Elena de Uairén | Puerto Ayacucho |